# イザベラ・コバリンスカ
イザベラ・コバリンスカ（Izabela Kowalińska、女性、1985年2月23日 - ）は、ポーランドの元バレーボール選手。元ポーランド代表。

## 来歴
ジュニア代表として2001年の世界ユース選手権で銅メダル、2002年のジュニア欧州選手権では金メダルを獲得した。
2003年、ポーランド代表に初選出される。同年11月のワールドカップにて代表デビューを飾る。2005年にはワールドグランドチャンピオンズカップに出場した。その後は代表から離れていたが、2012年に復帰し、ロンドン五輪欧州大陸予選ではエースとして活躍した。

## 球歴
- ワールドカップ - 2003年
- グラチャン - 2005年
- ワールドグランプリ - 2012年、2014年

## 所属クラブ
- AZS AWFポズナン（2003-2005年）
- SSKカリシア・カリシュ（2006-2008年）
- AZSビャウィストク（2008-2009年）
- ムシニアンカ・ムシナ（2009-2010年）
- MKS Dąbrowa Górnicza（2010-2012年）
- PSPSチェミック・ポリツェ（2012-2016年）
- ŁKSコマースコン・ウッチ（2016-2020年）